# بخش ایمرالد (شهرستان پالینگ، اوهایو)
بخش ایمرالد (به انگلیسی: Emerald Township) یک منطقهٔ مسکونی در ایالات متحده آمریکا است که در شهرستان پولدینگ، اوهایو واقع شده‌است.
 بخش ایمرالد ۸۴٫۹ کیلومتر مربع مساحت و ۸۲۴ نفر جمعیت دارد و ۲۱۸ متر بالاتر از سطح دریا واقع شده‌است.